# Axinyssa topsenti
Axinyssa topsenti är en svampdjursart som beskrevs av Lendenfeld 1897. Axinyssa topsenti ingår i släktet Axinyssa och familjen Halichondriidae. Inga underarter finns listade i Catalogue of Life.